# Jje
Jje (Sindhi: ڄي jjē, Panjabi, Saraiki: ڄے jjē; ڄ) ist der zwölfte Buchstabe des erweiterten arabischen Alphabets des Sindhi. Dasselbe Zeichen ist auch in der Shahmukhi-Schrift des Punjabi und Saraiki und in der Arebica der bosnischen Sprache in Verwendung. Jje besteht aus einem Dschīm (ج) mit einem zweiten diakritischen Punkt unter dem des Dschīm.
In der arabischen Schrift des Sindhi steht Jje für den stimmhaften palatalen Implosiv [⁠ʄ⁠]. Das Äquivalent zum Jje ist im Devanagari des Sindhi das Zeichen ज॒, in lateinischen Umschriften wird Jje entweder mit „jj“, „ǰ“ oder „j“ wiedergegeben. In einer älteren Variante des arabischen Alphabets des Sindhi wurde derselbe Laut durch das Zeichen ڃ‎ wiedergegeben; ڄ stand zu jener Zeit für die aspirierte stimmhafte postalveolare Affrikate [d͡ʒʰ], einen Laut, der heute mit dem Digraph جھ geschrieben wird.
Im Shahmukhi repräsentiert Jje denselben Laut wie ੱਜ im Gurmukhi, das ڄ im bosnischen Arebica entspricht dem c der Lateinschrift und wird als stimmlose alveolare Affrikate [⁠t͡s⁠] ausgesprochen.
Das Zeichen ist als Dyeh im Unicodeblock Arabisch am Codepunkt U+0684 und im Unicodeblock Arabische Präsentationsformen-A an den Codepunkten U+FB72 bis U+FB75 kodiert.
| Unicode-Codepoint | Unicode-Name                     | Zeichen |
| ----------------- | -------------------------------- | ------- |
| U+0684            | ARABIC LETTER DYEH               | ڄ       |
| U+FB72            | ARABIC LETTER DYEH ISOLATED FORM | ﭲ       |
| U+FB73            | ARABIC LETTER DYEH FINAL FORM    | ﭳ       |
| U+FB74            | ARABIC LETTER DYEH INITIAL FORM  | ﭴ       |
| U+FB75            | ARABIC LETTER DYEH MEDIAL FORM   | ﭵ       |